# 6-Stunden-Rennen von Watkins Glen 1972

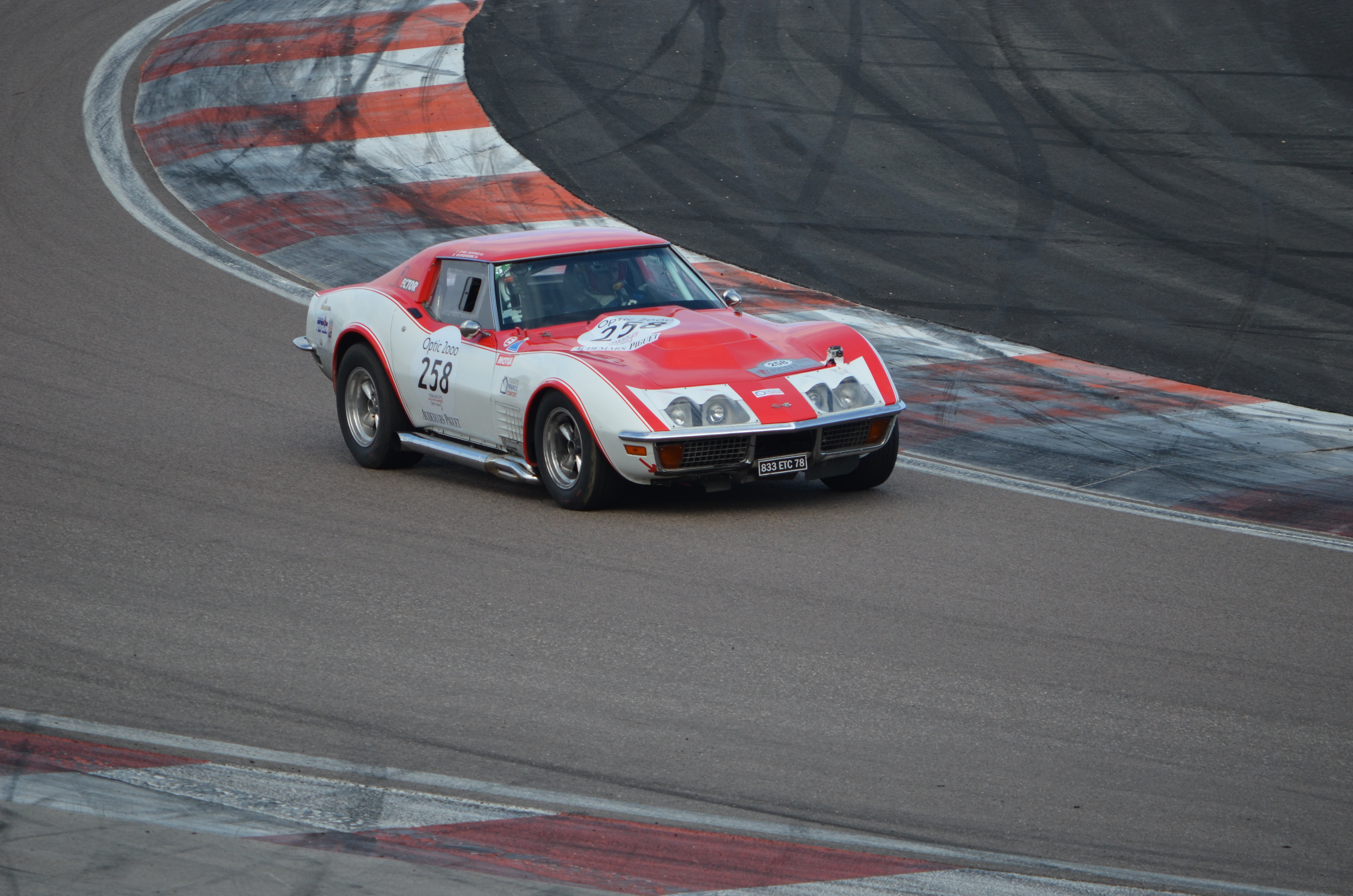
Chevrolet Corvette C3; hier bei der Tour Auto 2012 auf der Rennstrecke von Dijon-Prenois. Die beste Platzierung einer Corvette im Rennen war der zehnte Gesamtrang von Fred Kepler und John Orr

Das 6-Stunden-Rennen von Watkins Glen 1972, auch 6-Hours and The Can-Am, The Glen (Six Hours of Endurance for The World Championship of Manufacturers), Watkins Glen, fand am 22. Juli in Watkins Glen statt und war der elfte Wertungslauf der Sportwagen-Weltmeisterschaft dieses Jahres.

## Das Rennen
Das 6-Stunden-Rennen von Watkins Glen war der letzte Weltmeisterschaftslauf 1972. Längst stand Ferrari als Markenweltmeister fest; die Scuderia hatte von bisher zehn Meisterschaftsläufe neun für sich entscheiden können. Nur beim 24-Stunden-Rennen von Le Mans blieb der Gesamtsieg aus, dort siegte Matra mit dem MS670; am Steuer Henri Pescarolo und Graham Hill.  Allerdings hatte Ferrari dort auf ein Antreten verzichtet.
In Watkins Glen war auch Alfa Romeo nicht am Start, sodass Ferrari mit dem 312PB einen ungefährdeten Doppelsieg feiern konnte. Mario Andretti und Jacky Ickx siegten vor ihren Teamkollegen Ronnie Peterson und Tim Schenken.

## Ergebnisse

### Schlussklassement
| 1                  | S 3.0    | 85 | SEFAC Ferrari                           | Mario Andretti Jacky Ickx                      | Ferrari 312PB      | 195 |
| 2                  | S 3.0    | 86 | SEFAC Ferrari                           | Ronnie Peterson Tim Schenken                   | Ferrari 312PB      | 195 |
| 3                  | S 3.0    | 10 | Gulf Racing Research Co.                | Derek Bell Carlos Pace                         | Mirage M6          | 181 |
| 4                  | S 3.0    | 68 | A. G. Dean                              | Tony Dean Bob Brown                            | Porsche 908/02     | 171 |
| 5                  | S 3.0    | 42 | Reinhold Joest                          | Reinhold Joest Mario Casoni                    | Porsche 908/03     | 166 |
| 6                  | GT + 2.5 | 22 | North American Racing Team              | Jean-Pierre Jarier Gregg Young                 | Ferrari 365 GTB/4  | 156 |
| 7                  | GT 2.5   | 16 | Toad Hall Racing                        | Michael Keyser Bob Beasley                     | Porsche 911S       | 155 |
| 8                  | GT 2.5   | 43 | Ecurie Escargot                         | John O’Steen Dave Helmick                      | Porsche 911S       | 153 |
| 9                  | S 2.0    | 26 | Douglas Shierson Racing                 | Douglas Shierson Bill Barber                   | Chevron B19        | 144 |
| 10                 | GT + 2.5 | 35 | Velvetouch GT                           | Fred Kepler John Orr                           | Chevrolet Corvette | 142 |
| 11                 | GT + 2.5 | 18 | Baker Motor Co. Castrol Oil Racing Team | Tony DeLorenzo Charles Reynolds                | Ferrari 365 GTB/4  | 135 |
| 12                 | GT + 2.5 | 64 | C. Weaver Chevrolet                     | Bob Baechle David Laughlin                     | Chevrolet Corvette | 114 |
| Nicht klassiert    |          |    |                                         |                                                |                    |     |
| 13                 | S 2.0    | 37 | LoBianco Trucking Inc.                  | Pete Sherman Pete Lo Bianco                    | Pete Lo Bianco     | 113 |
| Disqualifiziert    |          |    |                                         |                                                |                    |     |
| 14                 | GT + 2.5 | 31 | Neil Allen                              | Al Alden Neil Wiernicki Michael Wiernicki      | Chevrolet Corvette | 74  |
| Ausgefallen        |          |    |                                         |                                                |                    |     |
| 15                 | S 3.0    | 20 | Gulf Racing Research Co.                | Gijs van Lennep Tony Adamowicz                 | Mirage M6          | 141 |
| 16                 | S 3.0    | 87 | SEFAC Ferrari                           | Brian Redman Arturo Merzario                   | Ferrari 312PB      | 136 |
| 17                 | GT + 2.5 | 23 | Rinzler Motor Racing Holliday Inns Inc. | Wilbur Pickett Charlie Kemp                    | Chevrolet Corvette | 120 |
| 18                 | GT + 2.5 | 21 | North American Racing Team              | Sam Posey David Hobbs                          | Ferrari 365 GTB/4  | 117 |
| 19                 | GT + 2.5 | 57 | Race Enterprises and Development Inc.   | Dave Heinz Robert Johnson                      | Chevrolet Corvette | 102 |
| 20                 | GT 2.5   | 59 | Brumos Porsche-Audi Corp.               | Hurley Haywood Peter Gregg                     | Porsche 911S       | 91  |
| 21                 | S 2.0    | 88 | Edwin Abate D.D.S.                      | Edwin Adate Rolf Soltan                        | Porsche 910        | 72  |
| 22                 | S 2.0    | 29 | Libre International Racing              | Fred van Beuren John Buffum                    | Chevron B21        | 66  |
| 23                 | S 2.0    | 11 | John Crean Racing                       | Dave Jordan Johnnie Crean                      | Chevron B21        | 39  |
| 24                 | GT + 2.5 | 49 | John Greenwood Racing                   | John Greenwood Dick Smothers                   | Chevrolet Corvette | 20  |
| 25                 | GT 2.5   | 61 | Jim Locke                               | Jim Locke Bob Bailey                           | Porsche 911S       | 20  |
| 26                 | S 2.0    | 55 | Roger McCaig Racing                     | Roger McCaig Maurice McCaig                    | Lola T212          | 13  |
| 27                 | S 2.0    | 33 | Otto Zipper Racing Team                 | Milt Minter Scooter Patrick                    | Alfa Romeo T33/3   | 12  |
| 28                 | S 3.0    | 28 | Alain de Cadenet                        | Alain de Cadenet Martin Birrane                | Duckhams LM        | 7   |
| 29                 | S 3.0    | 90 | Ecurie Bonnier                          | Reine Wisell Gérard Larrousse                  | Lola T280          | 5   |
| 30                 | S 2.0    | 93 | Hobby Car Enterprises                   | Bob Fisher Tom Gloy                            | Chevron B16        | 1   |
| Nicht gestartet    |          |    |                                         |                                                |                    |     |
| 31                 | GT + 2.5 | 17 | Bill Schumacher                         | Bill Schumacher Bob Nagel Ed Lowther           | Chevrolet Corvette | 1   |
| 32                 | GT 2.5   | 24 | North American Racing Team              | Harley Cluxton Rocky Moran                     | Ferrari Dino 246GT | 2   |
| 33                 | S 2.0    | 25 | Marathon Douglas Shierson Racing        | Peter Schuster Raul Perez Gama                 | Chevron B19        | 3   |
| 34                 | GT + 2.5 | 36 | Velvetouch GT                           | Paul Miller John Orr Kenper Miller Fred Kepler | Chevrolet Corvette | 4   |
| 35                 | S 2.0    | 39 | Ray Brezinka                            | Rudy Bartling Horst Petermann Rainer Brezinka  | Porsche 910        | 5   |
| 36                 | GT + 2.5 | 48 | John Greenwood Racing                   | John Greenwood Dick Smothers John Cordts       | Chevrolet Corvette | 6   |
| 37                 | GT + 2.5 | 50 | John Greenwood Racing                   | John Greenwood Denny Long                      | Chevrolet Corvette | 7   |
| 38                 | S 2.0    | 52 | Promotional Advertising Corp.           | Hugh Kleinpeter Tony Belcher                   | Chevron B21        | 8   |
| 39                 | GT + 2.5 | 63 | Michael Oleyar                          | Michael Oleyar Robert Luebbe                   | Chevrolet Corvette | 9   |
| 40                 | GT + 2.5 | 66 | Mike Murray                             | Mike Murray Ike Knupp                          | Chevrolet Corvette | 10  |
| 41                 | S 2.0    | 99 | Robert Wechsler                         | Robert Wechsler Ray Heppenstall                | Royale RP4         | 11  |
| Nicht qualifiziert |          |    |                                         |                                                |                    |     |
| 42                 | GT 2.5   | 27 | Richard Weiss                           | Arthur Mollin Richard Weiss                    | Porsche 911S       | 12  |
| 43                 | GT 2.5   | 77 | Silverstone Racing                      | George Stone Bruce Jennings                    | Porsche 911T       | 13  |
| 44                 | GT 2.5   | 80 | Kennedy Car Collision                   | Fritz Hochreuter Klaus Bytzek                  | Porsche 911        | 14  |
| 45                 | GT 2.5   | 89 | Holbert's Porsche-Audi                  | Dieter Oest Mike Tillson                       | Porsche 911T       | 15  |

1nicht gestartet
2nicht gestartet
3nicht gestartet
4Motorschaden im Training
5nicht gestartet
6nicht gestartet
7Unfall Im Training
8Zylinderschaden im Training
9Motorschaden im Training
10nicht gestartet
11nicht gestartet
12nicht qualifiziert
13nicht qualifiziert
14nicht qualifiziert
15nicht qualifiziert

### Nur in der Meldeliste
Hier finden sich Teams, Fahrer und Fahrzeuge, die ursprünglich für das Rennen gemeldet waren, aber aus den unterschiedlichsten Gründen daran nicht teilnahmen.
| Pos. | Klasse   | Nr. | Team                   | Fahrer                    | Chassis           |
| ---- | -------- | --- | ---------------------- | ------------------------- | ----------------- |
| 46   | GT + 2.5 | 9   | Bob Grossman           | Bob Grossman              | De Tomaso Pantera |
| 47   | GT 2.5   | 70  | Algar Enterprises Inc. | Lee McDonald Bert Everett | Porsche 914/6     |

### Klassensieger
| Klasse   | Fahrer             | Fahrer      | Fahrzeug          | Platzierung im Gesamtklassement |
| -------- | ------------------ | ----------- | ----------------- | ------------------------------- |
| S 3.0    | Mario Andretti     | Jacky Ickx  | Ferrari 312PB     | Gesamtsieg                      |
| S 2.0    | Douglas Shierson   | Bill Barber | Chevron B19       | Rang 9                          |
| GT + 2.5 | Jean-Pierre Jarier | Gregg Young | Ferrari 365 GTB/4 | Rang 6                          |
| GT 2.5   | Michael Keyser     | Bob Beasley | Porsche 911S      | Rang 7                          |

### Renndaten
- Gemeldet: 46
- Gestartet: 30
- Gewertet: 12
- Rennklassen: 4
- Zuschauer: 20000
- Wetter am Renntag: heiß und schwül
- Streckenlänge: 5,435 km
- Fahrzeit des Siegerteams: 6:01:11,276 Stunden
- Gesamtrunden des Siegerteams: 195
- Gesamtdistanz des Siegerteams: 1059,777 km
- Siegerschnitt: 176,049 km/h
- Pole Position: Tim Schenken – Ferrari 312PB (#86) – 1.47.387 – 182,503 km/h
- Schnellste Rennrunde: Jacky Ickx – Ferrari 312PB (#85) 1.47.204 – 182,503 km/h
- Rennserie: 11. Lauf zur Sportwagen-Weltmeisterschaft 1972